# Sanguinetto
Sanguinetto é uma comuna italiana da região do Vêneto, província de Verona, com cerca de 3.988 habitantes. Estende-se por uma área de 13,63 km², tendo uma densidade populacional de 307 hab/km². Faz fronteira com Casaleone, Cerea, Concamarise, Gazzo Veronese, Nogara, Salizzole.

## Demografia
| Variação demográfica do município entre 1861 e 2011                               |
|                                                                                   |
| Fonte: Istituto Nazionale di Statistica (ISTAT) - Elaboração gráfica da Wikipedia |